# Gustinaud Saint-Eudes
Pour les articles homonymes, voir Saint-Eudes.
 (octobre 2021).
Si vous disposez d'ouvrages ou d'articles de référence ou si vous connaissez des sites web de qualité traitant du thème abordé ici, merci de compléter l'article en donnant les références utiles à sa vérifiabilité et en les liant à la section « Notes et références ».
Gustinaud Saint-Eudes est un animateur de télévision franco-congolais

## Biographie
Né au Congo-Brazzaville d'un père colonel de gendarmerie, amateurs d'arts et de lettres, et d'une mère enseignante. La famille part s'installer en France. Gustinaud Saint-Eudes découvre Poitiers à 3 ans puis Artenay dans le Loiret avant de s'installer définitivement à Orléans-la-Source à ses 7 ans.
Après des études de droit à l'université d'Orléans, il travaille dans une association musicale. Il compose de nombreux titres et produit de jeunes artistes pour le plaisir tout en étant chorégraphe. Excellent sportif il décide tout de même d'abandonner le judo qu'il pratiquait intensivement depuis son plus jeune âge et crée un trio musical : « Cocktail Voÿce ».  
Le groupe « Cocktail Voÿce » se présente à un casting télé national, et Gustinaud est repéré par la chaîne de télévision MCM qui lui confie en 1998 l'animation de l'émission quotidienne « Même endroit, même heure ». Ce talk-show va rencontrer un grand succès. Il interviewera plus de 250 personnalités nationales et internationales du show-business. Il les présente avec des raps bluffants en alexandrins et dans un français des plus exquis.  
Après cette expérience, il coprésente la matinale de la chaine de télévision internationale CFI TV en 1999.
Repéré par Jean-Luc Delarue, il se voit confier une émission de hit-parade des meilleurs jeux vidéo : « Tooskiplay » qu'il produit pour Disney Channel. Nous sommes en 2000.
Après une saison riche, Gustinaud Saint-Eudes passe une audition chez M6.  Un moment pressenti pour reprendre les rênes du Morning Live sur M6. Finalement la chaine choisit de poursuivre avec l'équipe restée en place. Gustinaud repasse une autre audition pour une émission avec Stéphane Rotenberg. Sa voix et son aisance séduisent l'équipe. Contre toute attente on lui propose de travailler dans le service des bandes annonces. L'expérience sera suffisante pour confirmer sa créativité son goût pour l'écriture. Il se met alors à écrire des émissions pour les proposer un jour à différentes chaines de télévision.
Il rebondit en 2002 en Guyane où il présente une émission sur Guyane 1re.
Il rentre à Paris étudier la production au CEFPF. Sa formation en poche il retourne en Guyane pour produire ses premières émissions. Il présente aussi de nombreuses émissions radio et est la voix officielle de Guyane 1re dans les bandes annonces.
De retour à Paris il anime une émission radio sur Tropiques FM après son entente avec Claudy Siar.
En 2014, il part travailler au Congo-Kinshasa pour animer l'émission « Miss Vodacom » regardée quotidiennement en Afrique par plus de 10 millions de téléspectateurs.
En 2019 il écrit LES ART KIDS, une émission TV mettant en valeur le patrimoine immatériel d'un pays à travers les enfants. Il s'agit d'un événement-concours d'Arts. La Guyane avec la ville de Kourou le suivent. Fin 2021 une nouvelle édition aura lieu.
Entretemps, en 2020 il voyage en Guadeloupe et conçoit l'émission Ma Guadeloupe ma force en rencontrant un jeune prodige de la cuisine. 32 numéros sont tournés et diffusés en 2021.